# Kristian Vilhelm Koren Schjelderup den ældre
Kristian Vilhelm Koren Schjelderup (26. oktober 1853 i Ullensaker – 23. oktober 1913) var en norsk teolog og biskop i Kristiansand stift 1908–13. 
Han blev cand.theol. i 1875, i 1890 blev han sognepræst for Dybvåg, fra 1903 i Oddernes. Han efterfulgte Gunvald Thorkildsen som biskop i Kristiansand stift i 1908, hvor han forblev biskop til sin død i 1913.
Schjelderup var søn af Peter Vilhelm Schjelderup og Dorothea Marie Lysholm. Han giftede sig med Henriette Nicoline Hassel. De fik seks børn, blandt dem den senere biskop i Hamar Kristian Schjelderup og psykologipioneren Harald Schjelderup.